# Радунский район
Радунский район (бел. Радунскі раён) — административно-территориальная единица в составе Барановичской (затем — Гродненской области) Белорусской ССР, существовавшая в 1940—1962 годах.

## История
Район с центром в деревне Радунь был образован 20 января 1940 года. Находился в составе Барановичской области, вскоре разделён на 12 сельсоветов. 20 сентября 1944 года район передан в состав Гродненской области.
В 1958 году деревня Радунь была преобразована в городской посёлок. 3 апреля 1959 года два сельсовета (Жирмунский и Оссовский) переданы соседнему Вороновскому району.
20 января 1960 года из упразднённого Василишковского района в состав Радунского района переданы сельсоветы Бакштовский, Василишковский, Мотыльский, Первомайский и Шостаковский. (13 февраля один из этих сельсоветов передан Щучинскому району).
Радунский район упразднён 25 декабря 1962 года, его территория разделена между Щучинским и Вороновским районами. Щучинскому району были переданы Василишковский, Новодворский, Первомайский и Ходилонский сельсоветы, Вороновскому — г. п. Радунь и Заболотский, Начский, Пашковичский, Слободковский, Смильгинский, Чижунский, Якубовский сельсоветы.
По данным переписи 1959 года, в районе проживало 24 995 человек.

## Сельсоветы
Список сельсоветов района:
- Бакштовский (1960);
- Василишковский (1960—1962);
- Жирмунский (1940—1959);
- Заболотский (1940—1962);
- Козаковщинкий (1940—1961);
- Мотыльский (1960—1961);
- Начский (1940—1962);
- Новодворский (~1960—1962);
- Оссовский (1940—1959);
- Пашковичский (1961—1962);
- Первомайский (1960—1962);
- Помедский (1960—1961);
- Радунский (1940—1958);
- Солтанишковский (1940—1954)
- Слободковский (1940—1962);
- Смильгинкий (1940—1962);
- Ходилонский (1961—1962);
- Чижунский (1940—1962);
- Шостаковский (1960—1961);
- Якубовский (1940—1962).